# Trizogeniates travassosi
Trizogeniates travassosi är en skalbaggsart som beskrevs av Martinez 1965. Trizogeniates travassosi ingår i släktet Trizogeniates och familjen Rutelidae. Inga underarter finns listade i Catalogue of Life.